# Pipturus montanus
Pipturus montanus är en nässelväxtart som beskrevs av P. van Royen. Pipturus montanus ingår i släktet Pipturus och familjen nässelväxter. Inga underarter finns listade i Catalogue of Life.